# Тонелли, Марк
Марк Тонелли (род. 13 апреля 1957, Ипсуич, Квинсленд) — австралийский пловец, победитель и призёр Игр Содружества, призёр чемпионата мира, чемпион летних Олимпийских игр 1980 года в Москве, участник двух Олимпиад.

## Карьера
На летних Олимпийских играх 1976 года в Монреале Тонелли выступал в плавании на спине на 100 метров, 200 метров и комбинированной эстафете. В первой дисциплине Тонелли стал 8-м, во второй — 4-м, а в комбинированной эстафете сборная Австралии (Тонелли, Грэхем Винди, Питер Куглан, Питер Доусон, Марк Керри) выбыла из борьбы на стадии предварительных заплывов.
На следующей Олимпиаде в Москве Тонелли был заявлен в семи дисциплинах, но по каким-то причинам не выступил в плавании на 200 метров вольным стилем и баттерфляем на 100 метров. В плавании на 100 метров вольным стилем и плавании на спине на 200 метров он не смог пробиться в финал. В эстафете 4×200 метров вольным стилем и плавании на спине на 100 метров стал 7-м. В эстафете сборная Австралии (Тонелли (баттерфляй), Марк Керри (на спине), Питер Эванс (брасс), Нил Брукс (вольный стиль)) завоевала олимпийское золото (3:45,70 с), опередив команды СССР (3:45,92 с) и Великобритании (3:47,71 с).